# ベゾッツォ
ベゾッツォ（イタリア語: Besozzo）は、イタリア共和国ロンバルディア州ヴァレーゼ県にある、人口約8,800人の基礎自治体（コムーネ）。

## 地理

### 位置・広がり

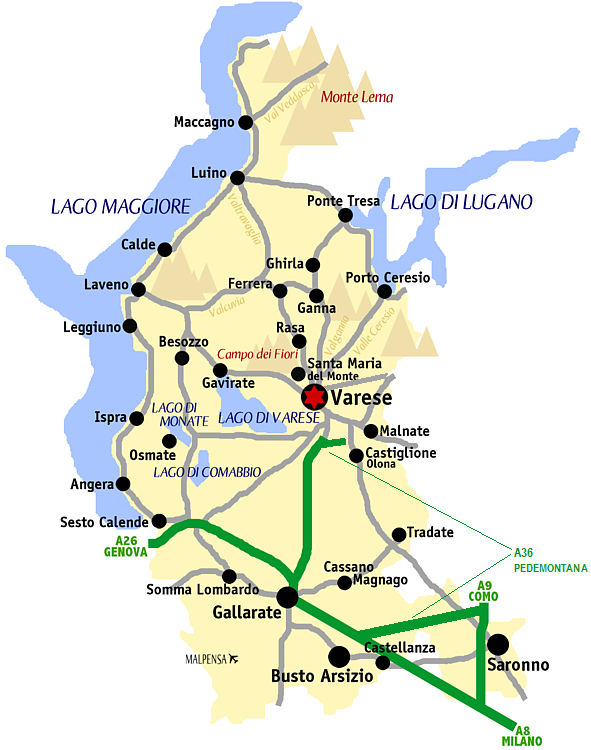
ヴァレーゼ県概略図

#### 隣接コムーネ
隣接するコムーネは以下の通り。括弧内のVBはヴェルバーノ・クジオ・オッソラ県所属。
- バルデッロ・コン・マルジェッソ・エ・ブレーガノ
- ベルジラーテ (VB)
- ブレッビア
- カラヴァーテ
- コックイオ＝トレヴィザーゴ
- ガヴィラーテ
- ジェモーニオ
- レッジューノ
- モンヴァッレ
- サンジャーノ

### 地震分類
イタリアの地震リスク階級 (it) では、4 に分類される
。

## 行政

### 分離集落
ベゾッツォには、以下の分離集落（フラツィオーネ）がある。
- Bogno, Cardana, Olginasio